# Interaurális hangerőkülönbség
Az interaurális hangerőkülönbség binaurális jelzőmozzanat, amely elsősorban a magas hangok irányának meghatározását segíti a hanglokalizáció során.

## Hanglokalizáció
A hanglokalizáció az a folyamat, amelynek során a környezetből származó hangok forrásának helyét és távolságát megállapítjuk. A hanglokalizáció képessége egyértelmű evolúciós haszonnal jár, hiszen segít a hangot kiadó tárgyak vagy élőlények megközelítésében (vadászat) vagy elkerülésében (menekülés). Tudjuk ugyanakkor, hogy mindezt a vizuális rendszer is képes megvalósítani, sőt azzal az előnnyel is rendelkezik, hogy passzív, vagyis hangokat ki nem bocsátó tárgyak vagy élőlények helyét is azonosítani tudjuk a segítségével. Emiatt természetesen a legtöbb esetben a vizuális információt használjuk fel a tárgyak helyének és távolságának megállapítására, vagyis a látás viszonylagos dominanciával rendelkezik a hallás felett. A hallás eszerint elsősorban kiegészítő szerepet játszik a lokalizációban, azaz elsősorban olyan tárgyak helyének megállapítására használjuk, amelyeket nem látunk.

## Binaurális lokalizáció
A hangok lokalizációja úgy működik a legjobban, ha felhasználjuk a mindkét fülünkbe érkező hallási információt. Minden hang három alapvető fizikai paraméterrel rendelkezik: hangerővel, frekvenciával és időtartammal. Ezek közül a hallórendszer a lokalizáció céljára a hangerőt és az időt használja fel, a frekvencia pedig elsősorban a hallási tárgyak azonosításában játszik fontos szerepet. A hangok terjedésének fizikai jellemzői miatt, ha egy hang valamilyen irányban eltér a mediális síktól, például közelebb van a jobb fülhöz, mint a balhoz, akkor két jellemzőben is változás történik. Egyrészt a hangforráshoz közelebbi fülbe előbb ér el a hang, másrészt ebben a fülben hangosabb lesz. A két fülbe érkező hang hangerejének eltérését interaurális hangerőkülönbségnek (IHK), azt a jelenséget pedig, hogy a hangok eltérő időpillanatban érik el a két fület, interaurális időkülönbségnek (IIK) nevezzük.

## Interaurális hangerőkülönbség
A fülek közötti (interaurális) hangerőkülönbség elsősorban a fej árnyékoló hatásának köszönhető, mivel a hangforrással ellenkező oldali fülbe érkező hangnak át kell haladnia a fejen. Az észlelőrendszer a két fülbe érkező inger hangerejének különbségéből következtet a hangforrás pozíciójára. A helyzet azonban nem ennyire egyszerű: az alacsony frekvenciájú hangokat ugyanis a koponya nem tudja leárnyékolni. A hanghullámot nemcsak az időegységenkénti rezgés számával tudjuk meghatározni, hanem a hullámhosszal is, amely a hullám két egymást követő csúcsa közötti távolságot fejezi ki. Az alacsony frekvenciájú hangok esetében a hullámhossz egyre nagyobb lesz, 1000 Hz alatt már körülbelül 40 cm. Ez tehát azt jelenti, hogy egy 1000 Hz-es hang esetében a hanghullám két csúcsa között kb. 40 cm van, vagyis ez elég ahhoz, hogy a kb. 20 cm széles emberi koponyát mintegy „átugorja”. Azaz a fej az 1000 Hz alatti hangokat nem tudja leárnyékolni, mégpedig azért, mert nem elég nagy ahhoz, hogy a hangok útjába álljon.
Az IHK különböző módszerekkel pontosan meghatározható. Shaw (1974) például úgy mérte meg, hogy egy mesterséges emberi fejen a fülek helyére mikrofonokat szerelt, majd pedig egy hangforrást a fej horizontális síkja mentén mozgatott, és a mikrofonokkal rögzítette a hangforrás által kibocsátott hangokat. Ezt a mérést több frekvenciával is megismételték, és valóban azt kapták, hogy kb. 500 Hz alatti hangok esetében nem volt lényeges eltérés az IHK-ban, viszont egy 6000 Hz-es hang esetében az IHK akár a 20 dB-t is elérhette. Vagyis ez a binaurális jelzőmozzanat elsősorban a magas hangok irányának meghatározását segíti, és ezek esetében nagyon hatékonyan működik.
Érdemes kiemelnünk azt a tényt, hogy Shaw kísérletében nem emberi alanyokat, hanem egy mesterséges fejet használtak. Ezt azért tehették meg, mert az IHK teljes mértékben fizikai jelenség, azaz egyszerűen a hangok terjedési sajátosságaiból fakad, nem pedig valamilyen szubjektív tapasztalat (a szubjektív tapasztalat pontosan az, hogy nem két eltérő hangerejű hangot hallunk, hanem egyetlen, a tér valamely pontjáról származót). Ami az IHK-t egy kicsit mégis humánspecifikussá teszi, az az, hogy az emberi fejkörméret és a fej hangelnyelési jellemzői befolyásolják az árnyékolás nagyságát (ezért is kellett mesterséges fejet alkalmazni a kísérletben, nem pedig egyszerűen két mikrofont). Az IHK jelentősége inkább az, hogy az észlelőrendszer specifikus feldolgozási mechanizmusokat fejlesztett ki annak érdekében, hogy ezt az eleve adott fizikai paramétert kihasználja a hangok lokalizációjában.